# Belz (dynastia chasydzka)

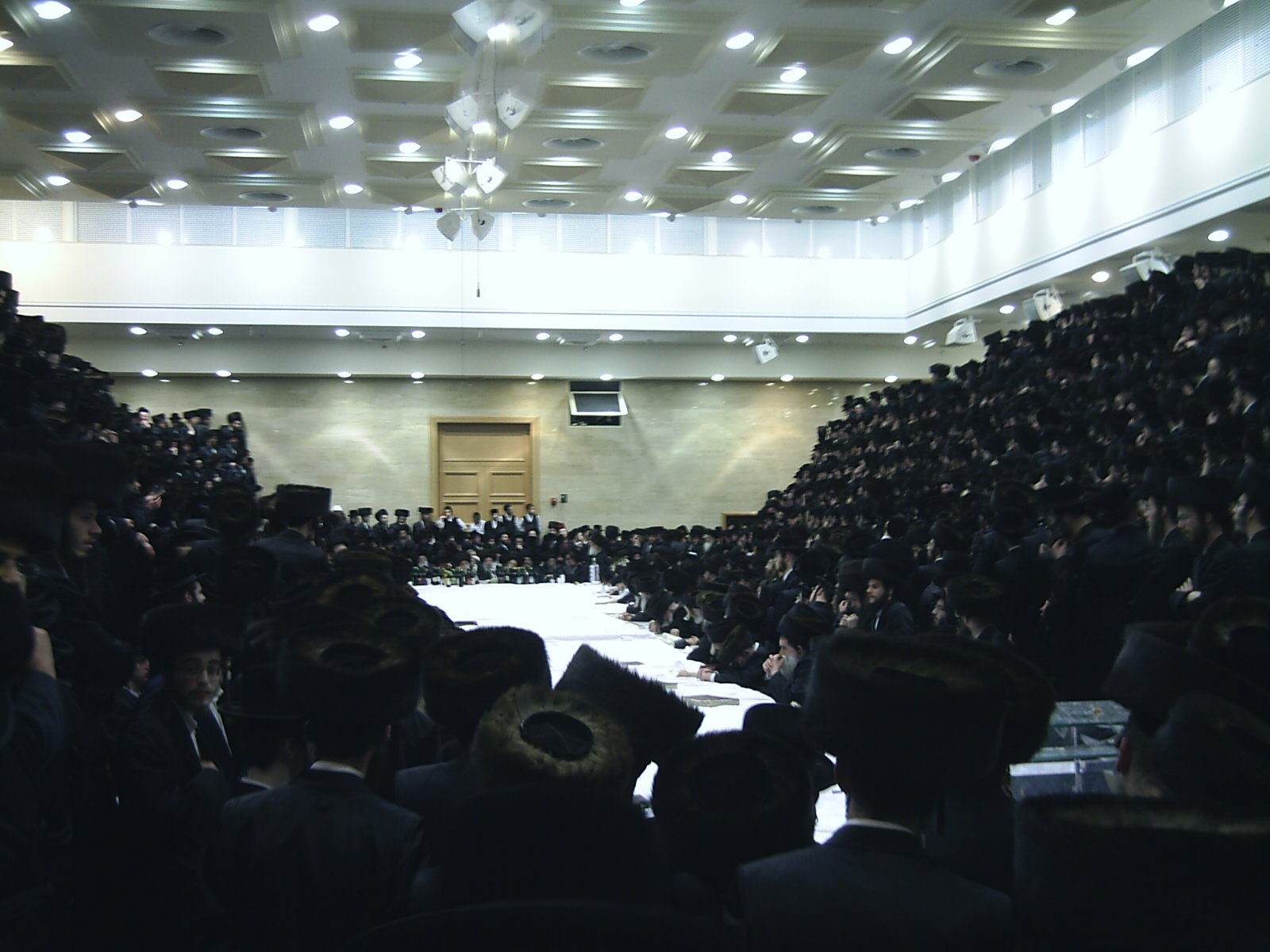
Tisz chasydów bełskich podczas święta Purim

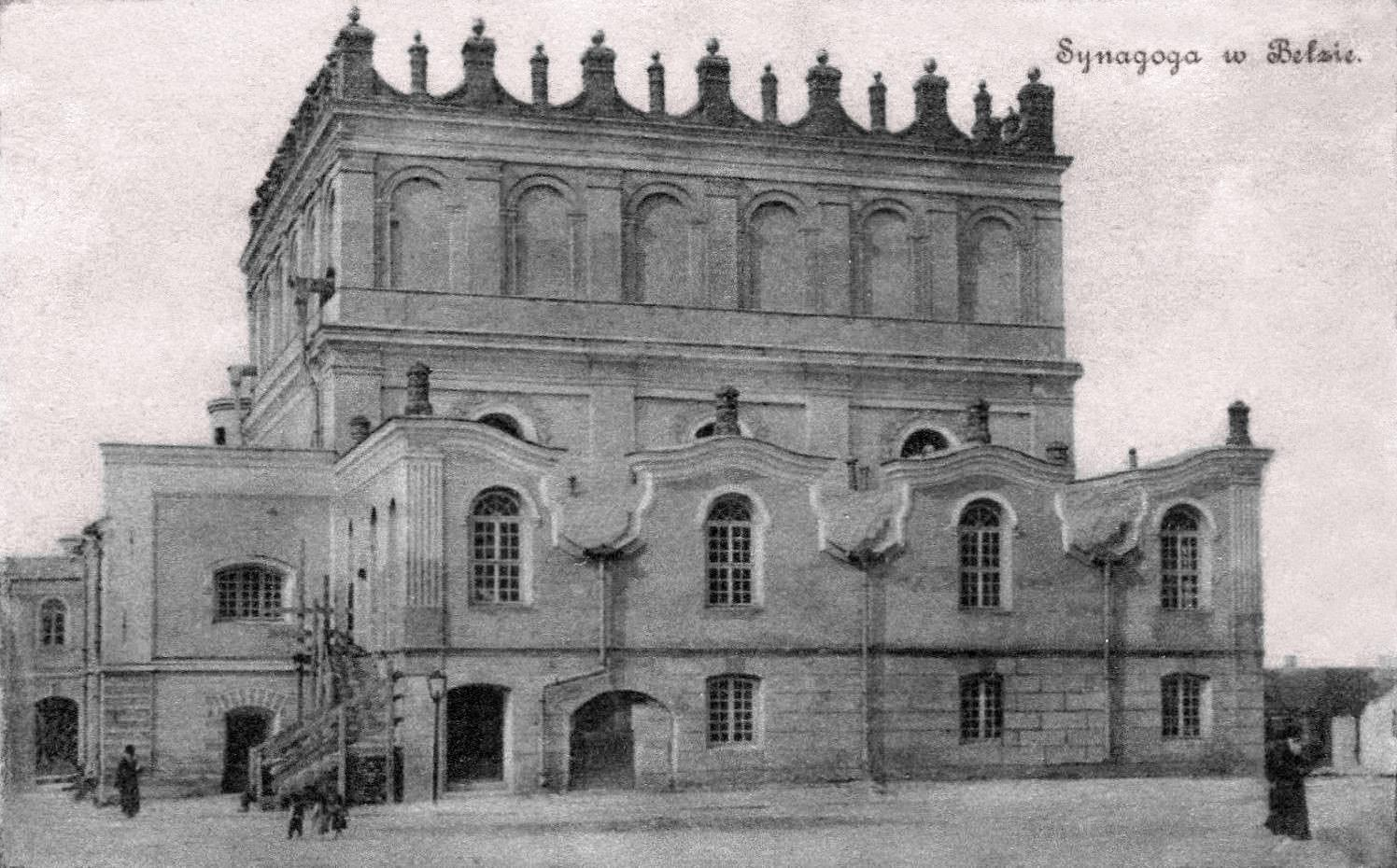
Wielka Synagoga w Bełzie

Belz (jid. ‏בעלזא‎) – dynastia chasydzka, założona na początku XIX wieku w Bełzie przez cadyka Szolema Rokeacha. 

## Historia

### XIX wiek

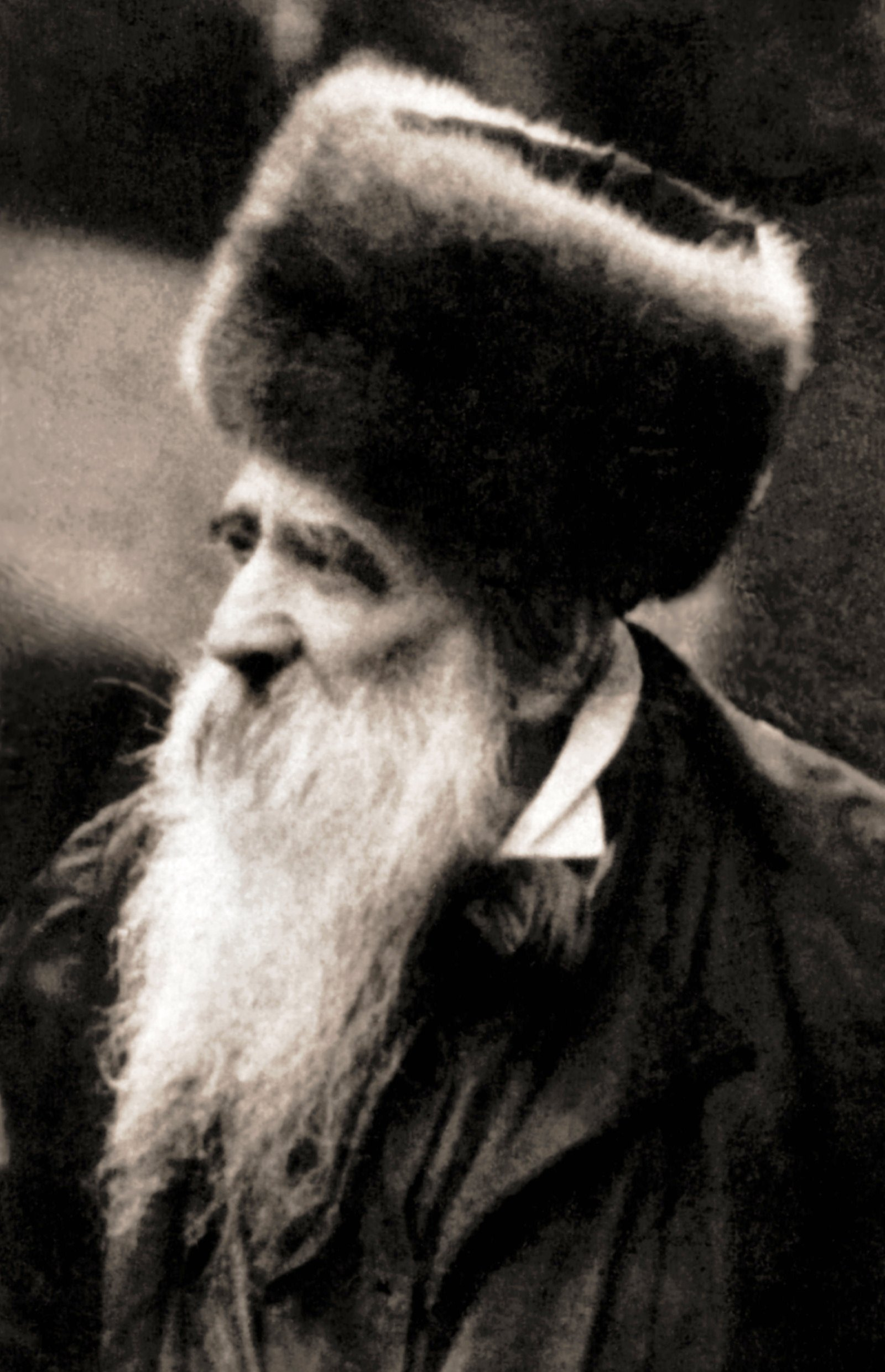
Cadyk Issachar Dow Ber Rokeach około 1920 roku

Ruch chasydów bełskich powstał w 1817 roku, kiedy Szolem Rokeach został wybrany rabinem Bełza oraz został uznany rebem miejscowych chasydów, będących odłamem dawnych zwolenników Widzącego z Lublina. W 1831 roku wybudowano w Bełzie synagogę, według chasydzkich przekazów Szolem Rokeach osobiście wyznaczył kierunek synagogi tak, by skierowana była w stronę Wzgórza Świątynnego, a między nimi nie znajdował się żaden kościół lub kaplica.
Po śmierci cadyka Izraela Friedmana z Różyna w 1850 roku bełski cadyk miał stać się najważniejszym chasydzkim autorytetem w Galicji. Pierwszy cadyk bełski był otwarty na audiencje jego zwolenników, charakteryzował się szybką modlitwą, zwyczaj szybkiego odmawiania modlitw dalej jest często spotykany wśród chasydów bełskich. Odrzucił także noszenie tradycyjnych strojów w kolorze białym, które wiązane były z wczesnymi kabalistami, zamiast tego używał ubrań w kolorze czarnym, co następnie zaadaptowali także inni cadykowie i ostatecznie wszyscy chasydzi. Szolem Rokeach propagował również życie w ubóstwie.
Dwór pierwszego cadyka bełskiego charakteryzowało także rzadko spotykane wśród chasydów podejście do kobiet, żona Szolema Rokeacha, Malka, zajmowała wysokie miejsce na dworze chasydzkim, podczas audiencji często zasiadała obok cadyka. Szczególne miejsce zajmowała również córka cadyka, Eidel, która uznawana była przez chasydów za mistyczkę, a on sam uważał ją za swoją następczynię. Po śmierci Szolema Rokeacha przyjęła rolę cadyka, po ślubie przeniosła się jednak do Brodów, a następcą Szolema został ostatecznie Joszua. Eidel zażarcie krytykowała działalność jej brata, w związku ze stratą znaczenia popadła również w depresję, co zostało uznane za opętanie przez dybuka i poskutkowało zorganizowaniem w Krasnej uroczystości, podczas której Joszua odprawiał nad nią egzorcyzmy.
Joszua Rokeach w przeciwieństwie do ojca prowadził wystawny tryb życia, często wyjeżdżał z rodziną z Bełza i udawał się do sanatoriów w Galicji, Czechach i Słowacji. W 1878 roku, wraz z innymi prominentnymi rabinami i cadykami, był współzałożycielem organizacji Machzikei ha-Dat oraz jednym z pomysłodawców czasopisma „Kol Machzike ha-Dat”.
Ruch chasdyów bełskich nie brał bezpośredniego udziału w wyborach do austro-węgierskiego parlamentu i instytucji samorządowych, cadyk nakazywał jednak swoim chasydom wspierać kandydatów przez niego popieranych. W związku z tym chasydzi bełscy często wspierali w wyborach kandydatów nie będących Żydami, jednocześnie będąc przeciwnikami żydowskich kandydatów, którzy reprezentowali środowiska haskalowe, asymilacyjne lub syjonistyczne.
Issachar Dow Ber Rokeach odziedziczył stanowisko cadyka po śmierci ojca w 1894 roku. Niewielka część chasydów odłączyła się od ruchu i uznała zwierzchnictwo jego starszego brata, Szmuela, który pełnił funkcję rabina Sokala. Issachar Dow Ber Rokeach skupił swoją działalność na umacnianiu konserwatywnego środowiska chasydów bełskich oraz na walce z syjonizmem i sekularyzacją. Sprzeciwiał się umiarkowanej polityce, którą prowadziła Agudat Israel.

### XX wiek

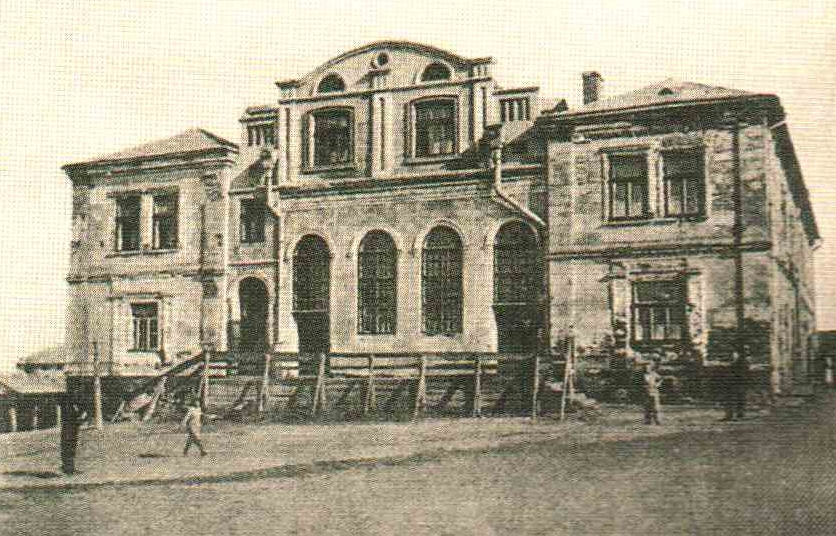
Dwór cadyków w Bełzie

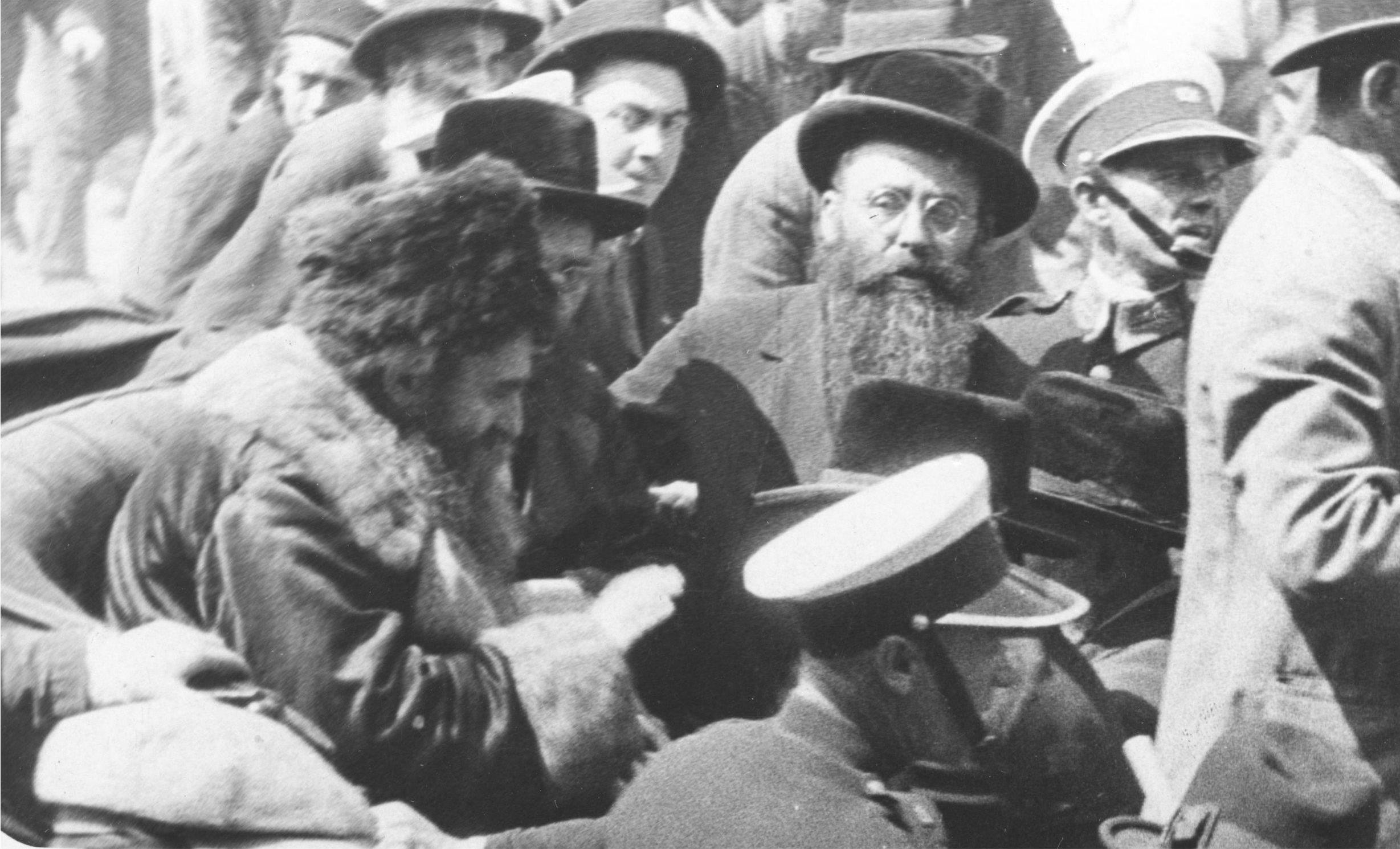
Cadyk Aharon Rokeach podczas wizyty w Drohobyczu (1934)

Obok dynastii Sanz (z którą chasydzi bełscy pozostawali w konflikcie), dynastia z Bełza była największa i najbardziej znaczącą dynastią chasydzką na terenie Austro-Węgier. W XIX wieku oraz w okresie międzywojennym na terenie Galicji oraz Węgier było niewiele miejscowości, w których nie istniała sala modlitewna chasydów bełskich. Zwolennicy dynastii Belz stanowili większość Żydów zamieszkujących Bełz oraz miejscowości wokół miasta, takich jak Cieszanów, Uhnów, Rawa Ruska, Oleszyce, Jaworów i Krystynopol.
W 1913 roku do dworu bełskiego cadyka dołączył Jiří Langer, który w swojej twórczości opisywał postać cadyka oraz zwyczaje panujące na jego dworze. Po wybuchu I wojny światowej Issachar Dow Ber Rokeach opuścił Bełz i udał się do Újfehértó. Po powstaniu Węgierskiej Republiki Rad opuścił Węgry i udał się do Mukaczewa, co doprowadziło do konfliktu terytorialnego z miejscowym cadykiem Chaimem Elazarem Spirą, w związku z czym opuścił miasto. Do Bełza powrócił w 1924 roku, kiedy znalazł się on ostatecznie w granicach II Rzeczypospolitej. Po I wojnie światowej znacząco osłabły wpływy dynastii.
Po jego śmierci w 1926 roku, następcą został Aharon Rokeach. Nowy cadyk prowadził ascetyczny tryb życia, nie brał czynnego udziału w życiu publicznym i większość czasu spędzał na modlitwie i studiowaniu Tory. Znacząco ograniczył również czas, który przeznaczał na przyjmowanie audiencji swoich zwolenników oraz przyjmowanie kwitli. Późniejsza hagiografia chasydzka przypisuje mu zdolności prorockie, dzięki którym miał przewidzieć zbliżającą się Zagładę Żydów. W 1928 roku brał udział w zebraniu cadyków i rabinów we Lwowie, które zajmowało się wzmocnieniem organizacji Machzikei ha-Dat. Ograniczył również wrogość wobec syjonizmu, miał także popierać Agudat Israel. W wyborach parlamentarnych w II Rzeczypospolitej chasydzi bełscy nie brali udziału w formowaniu żydowskich list wyborczych, popierali polskie listy rządowe.
W 1934 roku podpisano porozumienie z dynastią chasydów z Mukaczewa, kończące trwający od 1920 roku konflikt.
W dwudziestoleciu międzywojennym Belz zdominował środowisko chasydzkie w Galicji, będąc jednym z najbardziej konserwatywnych odłamów chasydyzmu i prowadząc zażartą walkę z haskalą, syjonizmem i innymi żydowskimi współczesnymi ruchami politycznymi. Dynastia posiadała również rozległe wpływy na Węgrzech. W 1939 roku powstała pierwsza synagoga chasydów bełskich w Jerozolimie. W II Rzeczypospolitej w Probużnej istniała jesziwa afiliowana do dynastii Belz.
Podczas II wojny światowej zniszczony został dwór oraz synagoga w Bełzie, cadyk przebywał w ukryciu w getcie w Bochni, skąd następnie uciekł z pomocą jego zwolenników. Według innych źródeł został uratowany przez Emiliana Kowcza. Holokaust przeżyła liczna grupa zwolenników dynastii, a cadyk Aharon Rokeach w 1945 roku wyjechał do Izraela.
W 1949 roku chasydzi bełscy otworzyli swoje pierwsze szkoły Talmud Tora w Jerozolimie i Bene Berak, następnie utworzyli także jesziwę w Jerozolimie. Zmieniono również stanowisko ruchu wobec Agudat Israel, nakazując zwolennikom dynastii popieranie partii. W 1955 bełski cadyk wezwał chasydów do wzięcia udziału w wyborach parlamentarnych w Izraelu, w związku z czym doszło do konfliktu z cadykiem dynastii Satmar, Joelem Teitelbaumem, który oskarżył Aharona Rokeacha o syjonizm, porównał go także do biblijnego Aarona, Izrael porównując do złotego cielca. Konflikt ten objawiał się m.in. przez bojkotowanie przez chasydów Satmar produktów oznaczonych certyfikatami koszerności wystawianymi przez przedstawicieli dynastii Belz.
Cadyk Aharon Rokeach zmarł w 1957 roku, w 1966 roku, po osiągnięciu pełnoletności, jego następcą został Issachar Dow Rokeach. W 1967 roku założono w Izraelu pierwszy bełski kolel.
W 1977 roku założono osiedle Kirjat Belz na przedmieściach Jerozolimy. W 1988 roku po raz pierwszy od II wojny światowej bełski cadyk odwiedził Bełz, w tym samym roku zorganizowano światowy zjazd chasydów bełskich w Jerozolimie, w którym udział wzięło ponad 5 tysięcy osób.

### XXI wiek

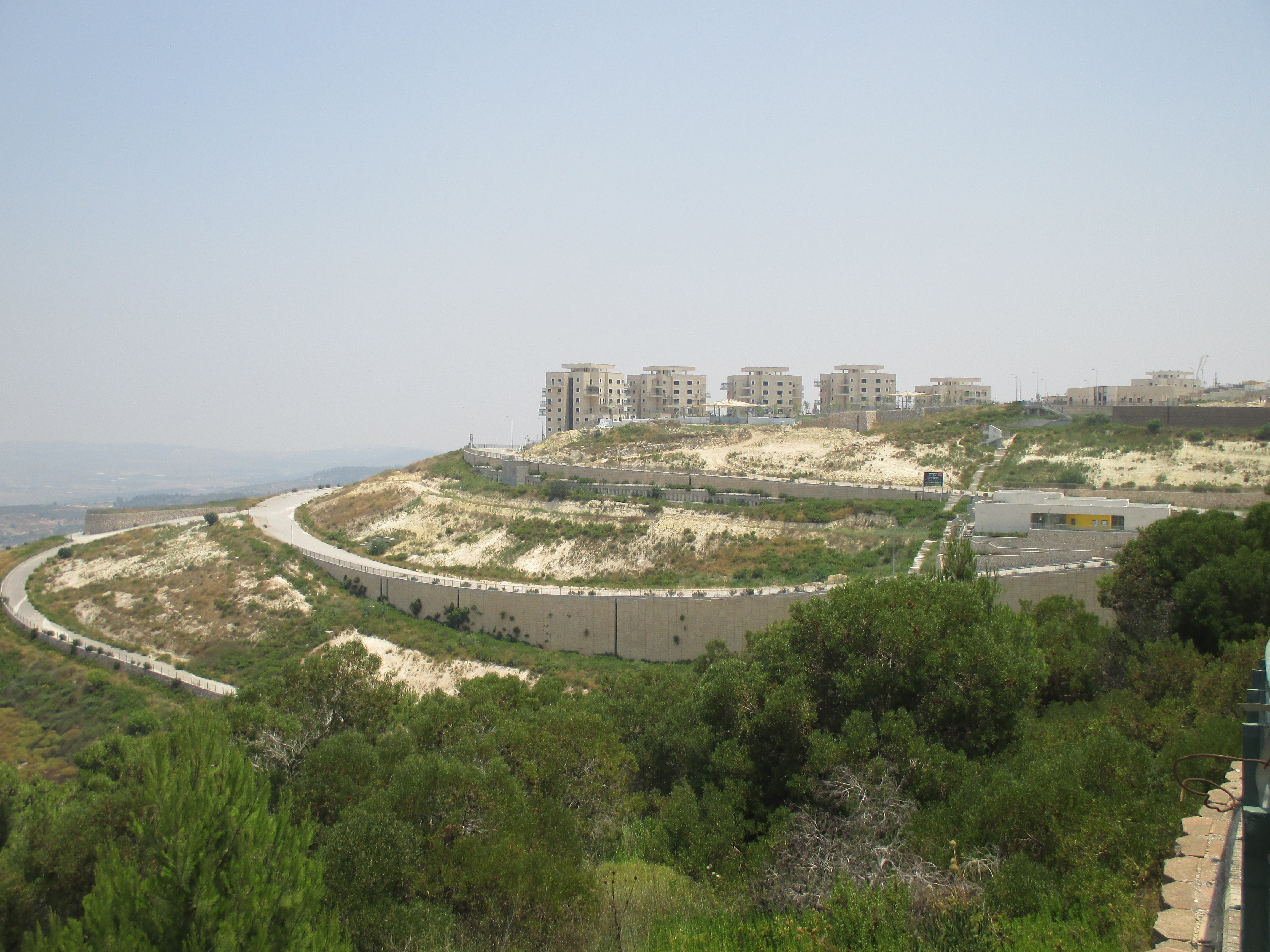
Osiedle Kirjat Belz w Jerozolimie

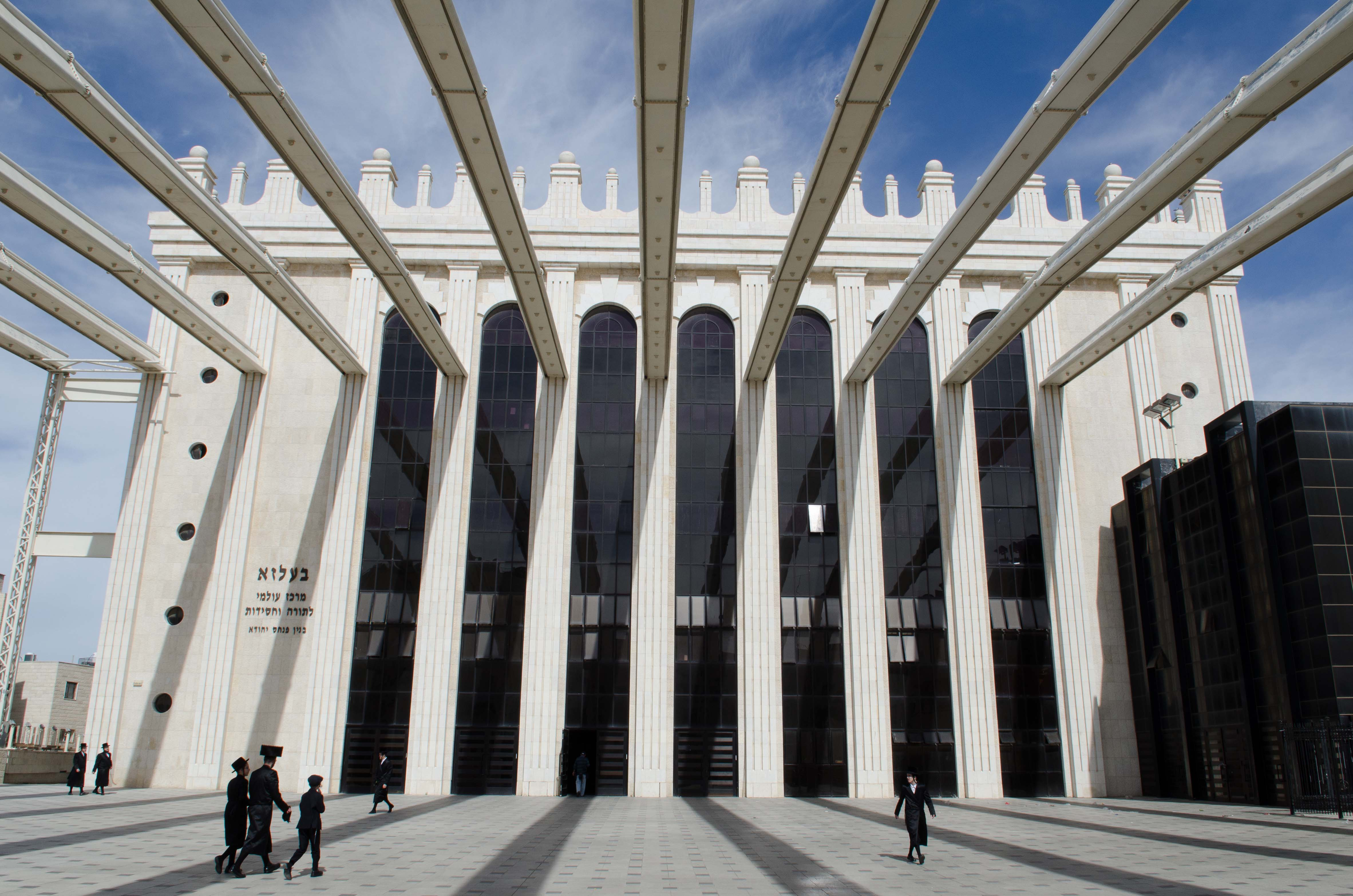
Wielka Synagoga chasydów z Bełza w Jerozolimie

Belz jest jedną z największych dynastii chasydzkich, w 2016 roku liczba rodzin przynależących do dynastii Belz wynosiła 7535, a zwolennicy dynastii stanowili 5,8% światowej populacji chasydów. Jest również drugą pod względem wielkości grupą chasydzką w Izraelu.
Centrum dynastii znajduje się w Jerozolimie, gdzie chasydzi bełscy stanowią 9% populacji wszystkich chasydów w mieście. W Izraelu wielu chasydów bełskich zamieszkuje Aszdod, Bene Berak, Bet Szemesz, Petach Tikwę i Hajfę. Społeczności chasydów bełskich działają również w Nowym Jorku (Borough Park, gdzie stanowią 8% populacji chasydów, oraz Williamsburg), Antwerpii (gdzie stanowią największą grupę chasydzką, stanowiącą 22% liczby wszystkich chasydów w mieście), Londynie, Manchesterze, Zurychu, Montrealu, Monsey, Wiedniu oraz Melbourne.
W 2012 roku cadyk Issachar Dow Rokeach próbował zażegnać konflikt z dynastią Satmar, wysyłając delegację dziesięciu sędziów rabinicznych, aby odwiedzili groby Joela i Moszego Teitelbaumów, gdzie w imieniu cadyka poprosili o przebaczenie za ewentualne krzywdy wyrządzone ich godności.
W 2015 roku dynastia Belz za 1,8 miliona dolarów zakupiła nieruchomość na Staten Island w Nowym Jorku. W tym samym roku rabini Belz z Londynu zakazali kobietom prowadzić samochody, grożąc dzieciom dowożonym przez kobiety do szkół wydaleniem z Belz, działania te stały się obiektem śledztwa prowadzonego przez brytyjskie władze. Grupa ostatecznie wycofała się z zakazu.
W 2017 roku na Pais Arena Jerusalem zebrało się ponad 12 tysięcy chasydów bełskich, świętując 50-lecie objęcia urzędu cadyka przez Issachara Dowa Rokeacha.
Dynastia Belz posiada swojego przedstawiciela w Knesecie, jest nim Jisra’el Eichler.

## Zwyczaje i tradycje
Chasydzi bełscy znani byli z przywiązania do tradycji i zwyczajów, określanego czasem jako fanatyczne. Chasydzi zobowiązani byli m.in. do codziennych kąpieli w mykwie.
Mężczyźni nosili jarmułki pod kapeluszami i czapkami nie tylko podczas modlitw, ale w ciągu całego dnia, również podczas posiłków oraz nauki. W szabaty i święta zakładali wysokie kapelusze, znane jako kołpaki lub spodki. Ubiór chasydów bełskich nie różnił się znacząco od ubioru innych galicyjskich dynastii chasydzkich, ubierali się w długie, szerokie bekiesze, w biodrach przepasane gartlem, spodnie wpuszczano w długie, białe skarpetki. Kobiety po ślubie musiały zgolić swoje włosy, a na głowach nosiły jedynie chusty znane jako tichl, zakazane było noszenie peruk.
Cadykowie sprawowali szeroką władzę nad ich zwolennikami, sprawowali szeroką kontrolę nad wszystkimi aspektami życia religijnego wszystkich społeczności chasydów bełskich.
Groby bełskich chasydów znajdują się na cmentarzu żydowskim w Bełzie, są one celem corocznych pielgrzymek chasydów.